# Luo Gan
Luo Gan (chinesisch 罗干; * 1935 in Jinan/Shandong) ist ein chinesischer Politiker. Er war von 1998 bis 2007 Mitglied des Ständigen Ausschusses des Politbüros der Kommunistischen Partei Chinas.
Luo Gan war der Älteste im Ständigen Ausschuss des Politbüros. Er gilt als Gefolgsmann von Li Peng, als dessen rechte Hand er sich für die Niederschlagung der Demokratiebewegung 1989 einsetzte. Kommentatoren vermuten, dass sein Einzug in den Ständigen Ausschuss der Tatsache zu verdanken war, dass Li Peng eine Neubewertung der Ereignisse von 1989 verhindern wollte. Er war dort Aufseher von Polizei und Geheimdienst.

## Biografie
Luo Gan studierte ab 1953 am Pekinger Institut für Eisen- und Stahltechnik im Fachbereich Umformtechnik. Er absolvierte 1954 ein Deutsch-Studium an der Karl-Marx-Universität Leipzig und machte ein Jahr später ein Praktikum im Leipziger Eisen- und Stahlwerk und im Metallgusswerk. 1960 trat er in die Kommunistische Partei Chinas ein. Sein Studium schloss er 1962 an der Bergakademie Freiberg als Diplom-Ingenieur im Fach Gießereitechnik ab. Im selben Jahr begann er eine Tätigkeit als Projektgruppenleiter und Techniker unter dem 1. Maschinenbauministerium. 1969 bis 1970 leistete er körperliche Arbeit in einer 7. Mai Kaderschule.
Ab 1970 wirkte er als  Bürodirektor der Akademie für Maschinenbau und stellvertretender Direktor des Zhengzhouer Forschungsinstituts für Maschinenbau in der chinesischen Provinz Henan. Von 1981 bis 1983 war Vizegouverneur und Parteisekretär von Henan und war  im Allchinesischen Gewerkschaftsverband tätig. Im Jahr 1988 wurde er Arbeitsminister und im selben Jahr Generalsekretär des Staatsrats, im Jahr 1993 Staatsratskommissar sowie stellvertretender Sekretär der Zentralkomitee-Kommission für Politik und Recht. Bis 2007 gehörte er dem Zentralkomitee an.

## Auszeichnungen
- Ordre des Arts et des Lettres (Komtur)[1]